# Margaret Comstock Pierce
Margaret Comstock Pierce (auch: Peggy Pierce; * 14. August 1954 in Milton, Massachusetts; † 10. Oktober 2013 in Las Vegas, Nevada) war eine US-amerikanische Politikerin.

## Leben und Karriere
Pierce besuchte die Schulen in Milton und Pekin, bevor sie nach San Francisco umzog. 1986 zog Pierce nach Las Vegas, um dort eine Gesangskarriere zu beginnen.
Von 2002 bis zu ihrem Tod war sie als Mitglied der Demokratischen Partei Abgeordnete in der Nevada Assembly. 2003, mitten in der Legislaturperiode, wurde dann Krebs bei ihr festgestellt.
Pierce starb am 10. Oktober 2013 an Brustkrebs.